# 滑川町
滑川町（日语：／ Namegawa machi */?）是日本埼玉縣中部的町，隸屬於比企郡，人口約1万6000人。

## 交通

### 鐵路
東武鐵道
- 東上本線：森林公園站 - 月之輪站